# Toader Bubuiog

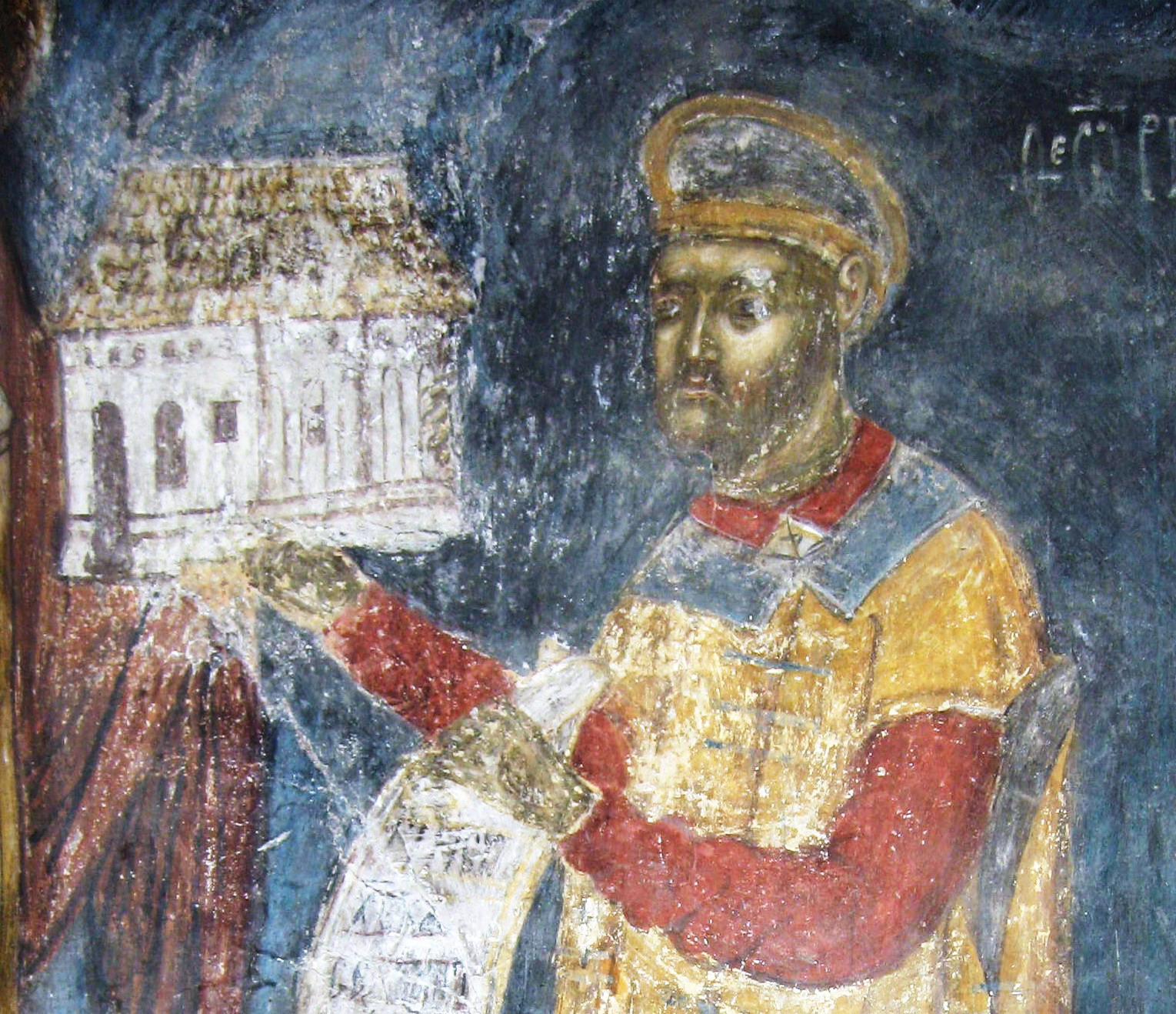
Toader Bubuiog, fragment din tabloul votiv al bisericii Mănăstirii Humor. Pictură realizată de Toma din Suceava.

Toader Bubuiog (n. ? - d. ianuarie 1539) a fost un mare logofăt moldovean în timpul domnitorilor Ștefăniță (1517-1527) și Petru Rareș (1527-1538, 1541-1546). A avut misiuni diplomatice în Transilvania, Turcia și Polonia. El este ctitorul Mănăstirii Humor (1530).

## Dregătorii
Toader Bubuiog a deținut dregătoriile de pârcălab de Roman (1516-1523) și mare logofăt al Moldovei (1525-1537). În perioada domniei lui Petru Rareș, a îndeplinit misiuni diplomatice în Transilvania (1527), Turcia (1528) și Polonia (1532). 
În secolul al XVI-lea, boierul Toader Bubuiog stăpânea moșii pe ambele maluri ale Prutului, pe teritoriul cărora au luat ființă mai târziu patru sate: Bubuiogii pe Frumușița; Bubuiogii de lângă lacul Beleu, care împreună cu Sărăienii au format mai târziu localitatea Slobozia Mare (azi în raionul Cahul); Bubuiogii de pe Cahul (în ținutul Tigheci); Bubuiogii de pe Bâc, denumit astăzi Bubuieci (comună suburbană a Chișinăului). Toate aceste așezările dispun de vechi atestări documentare. 
Toader Bubuiog a ctitorit Mănăstirea Humor (1530). Pe peretele de sud al bisericii a fost amplasată o placă de piatră cu următoarea pisanie în limba slavonă: 
„„Cu vrerea Tatălui și cu ajutorul Fiului și cu săvârșirea Duhului Sfânt, la porunca evlaviosului domn Petru Voevod, fiul voevodului Ștefan cel bătrân, s-a început și s-a zidit acest hram în numele cinstitei Adormiri a Prea Curatei și Prea Binecuvântatei noastre Stăpâne Născătoare de Dumnezeu și pururea Fecioară Maria, pe cheltuiala și cu osteneala robului lui Dumnezeu, jupân Toader mare logofăt și a soției sale Anastasia, în anul 1530 luna august 15, și când era egumen Chir Paisie.””
Marele logofăt Toader Bubuiog a murit în ianuarie 1539, fiind înmormântat într-o nișă din biserica Mănăstirii Humor, într-un loc de veci pe care și-l pregătise încă din timpul vieții. Pe piatra sa de mormânt se află următoarea inscripție în limba slavonă: "Această piatră de mormânt și-a împodobit-o pentru dânsul și în timpul vieții sale Jupân Toader mare logofăt să fie pe mormântul său, în zilele Domnului Petru voievod, unde singur și-a pregătit mormântul și a trecut în lăcașul de veci în anul 7047 luna ianuarie" (1539).

## Imagini

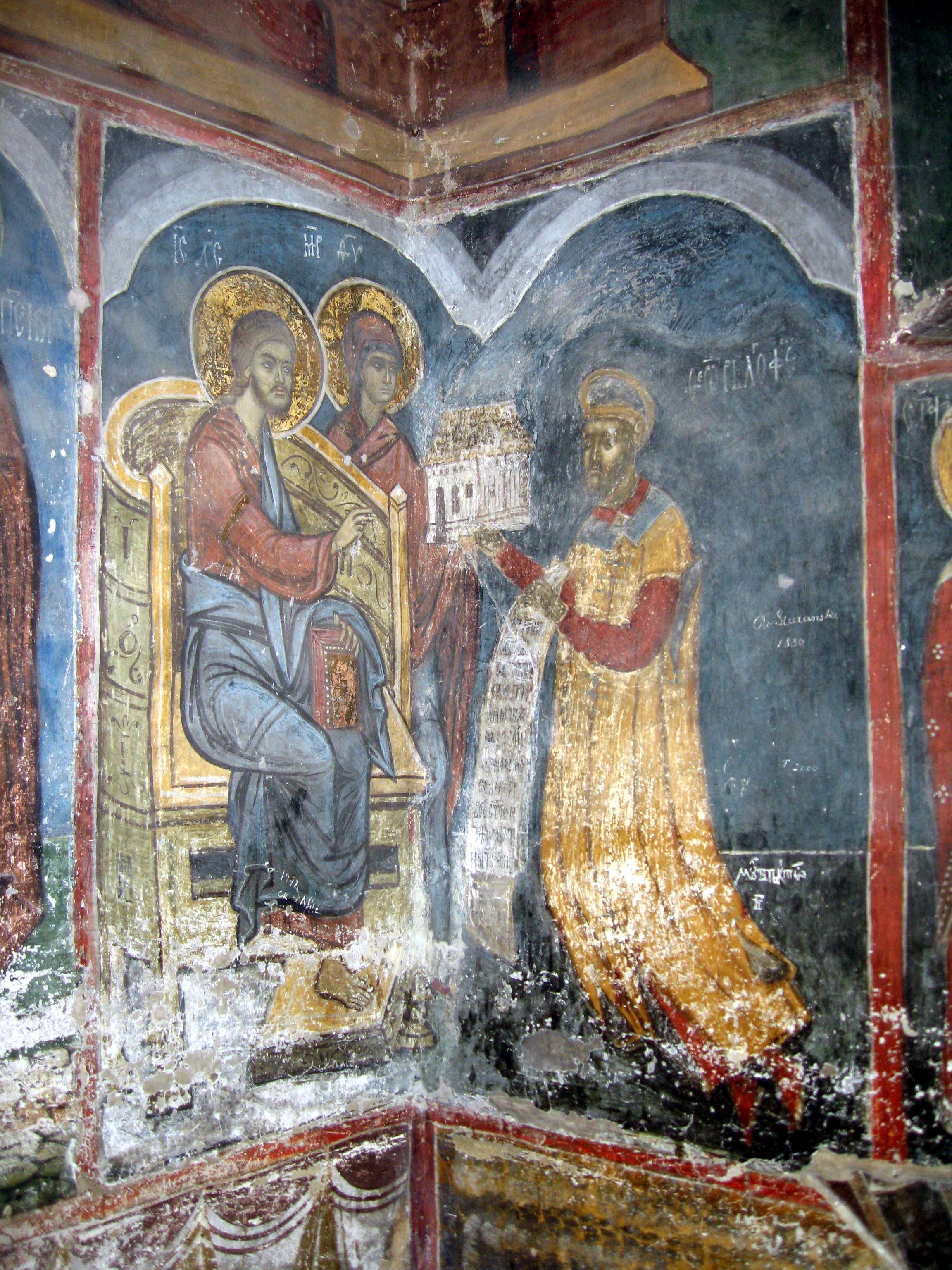
Tabloul votiv din Biserica "Adormirea Maicii Domnului" a Mănăstirii Humor, în care logofătul Toader Bubuiog oferă biserica Mântuitorului Iisus Hristos şi Maicii Domnului
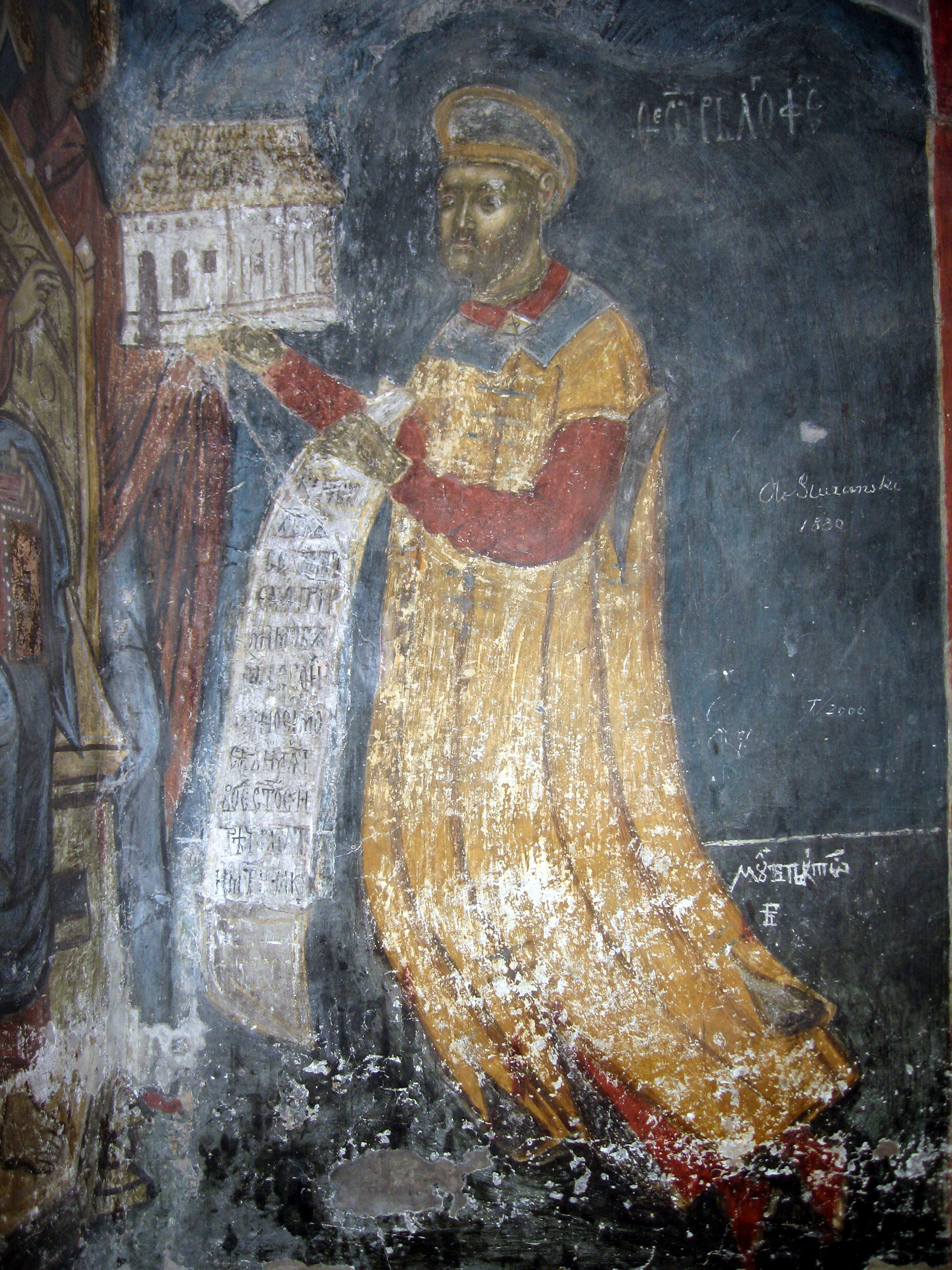
Logofătul Toader Bubuiog, imagine din tabloul votiv de la Mănăstirea Humor
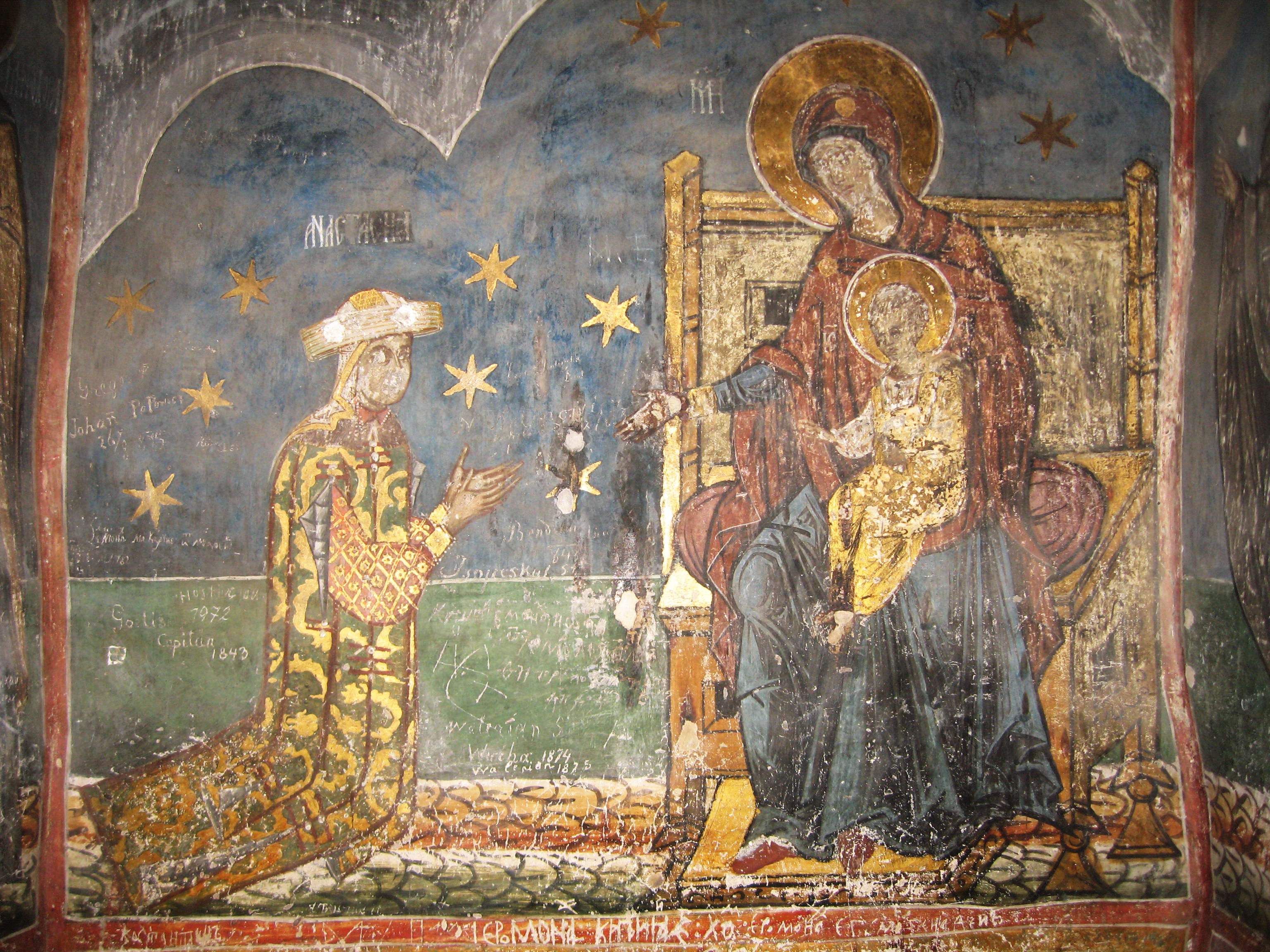
Anastasia, soţia logofătului Toader Bubuiog, îngenuncheată în faţa Maicii Domnului, pictură murală din biserica Mănăstirii Humor
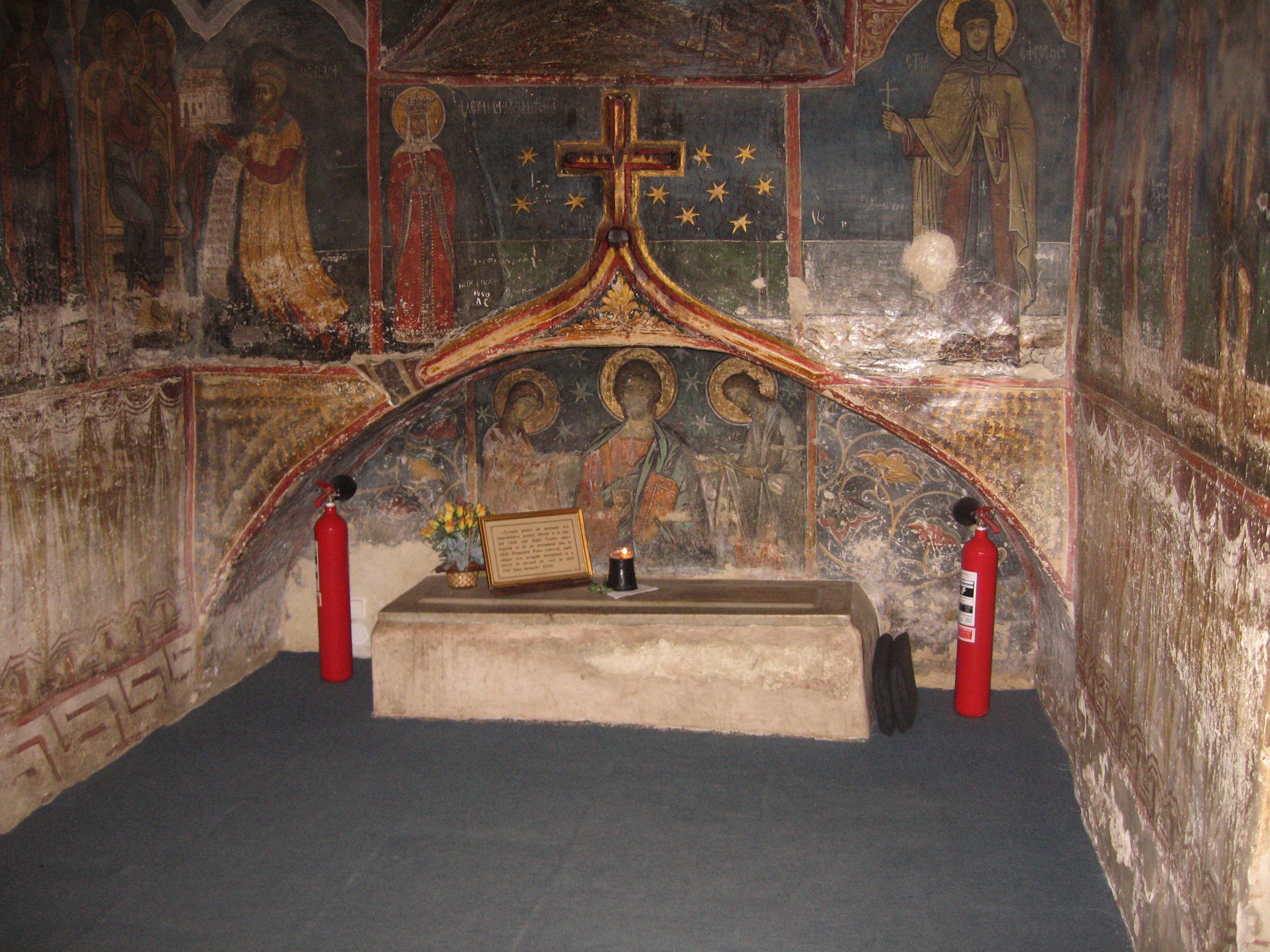
Nişa în care se află mormântul logofătului Toader Bubuiog